# Aneugmenus padi
Aneugmenus padi är en stekelart som först beskrevs av Carl von Linné 1761.  Aneugmenus padi ingår i släktet Aneugmenus, och familjen bladsteklar. Arten är reproducerande i Sverige.